# Lijst van administratieve eenheden in Cao Bằng
Deze lijst bevat een overzicht van administratieve eenheden in Cao Bằng (Vietnam).
De provincie Cao Bằng ligt in het noorden van Vietnam dat ook wel Vùng Đông Bắc wordt genoemd. De oppervlakte van de provincie bedraagt 6724.6 km² en telt ruim 523.000 inwoners. Cao Bằng is onderverdeeld in één thị xã en twaalf huyện.

## Thị xã

### Thị xãCao Bằng
- Phường Hợp Giang
- Phường Sông Bằng
- Phường Sông Hiến
- Phường Tân Giang
- Xã Đề Thám
- Xã Duyệt Trung
- Xã Hoà Chung
- Xã Ngọc Xuân

## Huyện

### HuyệnBảo Lạc
- Thị trấn Bảo Lạc
- Xã Bảo Toàn
- Xã Cô Ba
- Xã Cốc Pàng
- Xã Đình Phùng
- Xã Hồng An
- Xã Hồng Trị
- Xã Hưng Đạo
- Xã Hưng Thịnh
- Xã Huy Giáp
- Xã Khánh Xuân
- Xã Kim Cúc
- Xã Phan Thanh
- Xã Sơn Lập
- Xã Sơn Lộ
- Xã Thượng Hà
- Xã Xuân Trường

### HuyệnBảo Lâm
- Thị trấn Pác Miầu
- Xã Đức Hạnh
- Xã Lý Bôn
- Xã Mông Ân
- Xã Nam Cao
- Xã Nam Quang
- Xã Quảng Lâm
- Xã Tân Việt
- Xã Thạch Lâm
- Xã Thái Học
- Xã Thái Sơn
- Xã Vĩnh Phong
- Xã Vĩnh Quang
- Xã Yên Thổ

### HuyệnHạ Lang
- Thị trấn Thanh Nhật
- Xã An Lạc
- Xã Cô Ngân
- Xã Đồng Loan
- Xã Đức Quang
- Xã Kim Loan
- Xã Lý Quốc
- Xã Minh Long
- Xã Quang Long
- Xã Thái Đức
- Xã Thắng Lợi
- Xã Thị Hoa
- Xã Việt Chu
- Xã Vĩnh Quý

### HuyệnHà Quảng
- Thị trấn Xuân Hoà
- Xã Cải Viên
- Xã Đào Ngạn
- Xã Hạ Thôn
- Xã Hồng Sĩ
- Xã Kéo Yên
- Xã Lũng Nặm
- Xã Mã Ba
- Xã Nà Sác
- Xã Nội Thôn
- Xã Phù Ngọc
- Xã Quý Quân
- Xã Sĩ Hai
- Xã Sóc Hà
- Xã Thượng Thôn
- Xã Tổng Cọt
- Xã Trường Hà
- Xã Vân An
- Xã Vần Dính

### HuyệnHòa An
- Thị trấn Nước Hai
- Xã Bạch Đằng
- Xã Bế Triều
- Xã Bình Dương
- Xã Bình Long
- Xã Chu Trinh
- Xã Công Trừng
- Xã Đại Tiến
- Xã Dân Chủ
- Xã Đức Long
- Xã Đức Xuân
- Xã Hà Trì
- Xã Hoàng Tung
- Xã Hồng Nam
- Xã Hồng Việt
- Xã Hưng Đạo
- Xã Lê Chung
- Xã Nam Tuấn
- Xã Ngũ Lão
- Xã Nguyễn Huệ
- Xã Quang Trung
- Xã Trưng Vương
- Xã Trương Lương
- Xã Vĩnh Quang

### HuyệnNguyên Bình
- Thị trấn Nguyên Bình
- Thị trấn Tĩnh Túc
- Xã Bắc Hợp
- Xã Ca Thành
- Xã Hoa Thám
- Xã Hưng Đạo
- Xã Lang Môn
- Xã Mai Long
- Xã Minh Tâm
- Xã Minh Thanh
- Xã Phan Thanh
- Xã Quang Thành
- Xã Tam Kim
- Xã Thái Học
- Xã Thành Công
- Xã Thể Dục
- Xã Thịnh Vượng
- Xã Triệu Nguyên
- Xã Vũ Nông
- Xã Yên Lạc

### HuyệnPhục Hòa
- Thị trấn Hoà Thuận
- Thị trấn Tà Lùng
- Xã Cách Linh
- Xã Đại Sơn
- Xã Hồng Đại
- Xã Lương Thiện
- Xã Mỹ Hưng
- Xã Tiên Thành
- Xã Triệu ẩu

### HuyệnQuảng Uyên
- Thị trấn Quảng Uyên
- Xã Bình Lăng
- Xã Cai Bộ
- Xã Chí Thảo
- Xã Đoài Khôn
- Xã Độc Lập
- Xã Hạnh Phúc
- Xã Hoàng Hải
- Xã Hồng Định
- Xã Hồng Quang
- Xã Ngọc Động
- Xã Phi Hải
- Xã Phúc Sen
- Xã Quảng Hưng
- Xã Quốc Dân
- Xã Quốc Phong
- Xã Tự Do

### HuyệnThạch An
- Thị trấn Đông Khê
- Xã Canh Tân
- Xã Danh Sỹ
- Xã Đức Long
- Xã Đức Thông
- Xã Đức Xuân
- Xã Kim Đồng
- Xã Lê Lai
- Xã Lê Lợi
- Xã Minh Khai
- Xã Quang Trọng
- Xã Thái Cường
- Xã Thị Ngân
- Xã Thụy Hùng
- Xã Trọng Con
- Xã Vân Trình

### HuyệnThông Nông
- Thị trấn Thông Nông
- Xã Bình Lãng
- Xã Cần Nông
- Xã Cần Yên
- Xã Đa Thông
- Xã Lương Can
- Xã Lương Thông
- Xã Ngọc Động
- Xã Thanh Long
- Xã Vị Quang
- Xã Yên Sơn

### HuyệnTrà Lĩnh
- Thị trấn Hùng Quốc
- Xã Cao Chương
- Xã Cô Mười
- Xã Lưu Ngọc
- Xã Quang Hán
- Xã Quang Trung
- Xã Quang Vinh
- Xã Quốc Toản
- Xã Tri Phương
- Xã Xuân Nội

### HuyệnTrùng Khánh
- Thị trấn Trùng Khánh
- Xã Cảnh Tiên
- Xã Cao Thăng
- Xã Chí Viễn
- Xã Đàm Thủy
- Xã Đình Minh
- Xã Đình Phong
- Xã Đoài Côn
- Xã Đức Hồng
- Xã Khâm Thành
- Xã Lăng Hiếu
- Xã Lăng Yên
- Xã Ngọc Chung
- Xã Ngọc Côn
- Xã Ngọc Khê
- Xã Phong Châu
- Xã Phong Nậm
- Xã Thân Giáp
- Xã Thông Hòe
- Xã Trung Phúc